# روبين هاهنيل
روبين إريك هاهنيل (بالإنجليزية: Robin Hahnel)‏ (مواليد 25 مارس 1946) هو اقتصادي أمريكي وأستاذ في الاقتصاد في جامعة بورتلاند الحكومية. كان أيضًا أستاذًا في الجامعة الأمريكية عدة سنوات وسافر على نطاق واسع لتقديم المشورة في المسائل الاقتصادية في جميع أنحاء العالم. اشتهر بعمله على نظام الاقتصاديات التشاركية مع محرر مجلة زد كوميونيكيشنز مايكل ألبرت.
يُعد هانهيل ناشطًا اقتصاديًا وسياسيًا متطرفًا. سياسيًا يعتبر نفسه نتاجًا لليسار الجديد ويتعاطف مع الاشتراكية التحررية. كان ناشطًا في العديد من الحركات والمنظمات الاجتماعية طوال 40 عامًا، وكانت مشاركاته بارزة في الحركات والأنشطة الطلابية المعارضة للغزو الأمريكي لفيتنام الجنوبية، ومؤخرًا مع أعضاء حزب الخضر في ماريلاند الجنوبية، وهو فرع محلي لحزب الخضر في ماريلاند، ولحزب الخضر في الولايات المتحدة الأمريكية. استوحى هاهنيل أعماله وتحليلاته في النظرية الاقتصادية من أعمال كارل ماركس، جون مينارد كينز، بييرو سرافا، ميكاي كاليكي، جوان روبسون، وغيرهم. وشغل منصب أستاذ زائر أو خبير اقتصادي في كلًا من كوبا، وبيرو، وإنجلترا.

## أولى الانتقادات: الماركسية الأرثوذكسية واقتصادات الرفاهية
كان هاهنيل طالبًا في جامعة هارفارد عندما التقى بألبرت، الذي كان يدرس في معهد ماساتشوستس للتكنولوجيا. وعلى مدار ثلاث عقود تقريبًا ألّف الثنائي سبعة كتب معًا. ومن بين أولى الكتابات «الماركسية والنظرية الاشتراكية» التي كانت تقييمًا للنظرية الماركسية اللينينية والتي أكدت أن ما كانوا يعتقدون به أخطاءً بالغة الخطورة. ناقش فيها ألبرت وهاهنيل جوانب النظرية الماركسية التي على الرغم من أنها كانت ترفض  مؤسسات الملكية الخاصة والأسواق فيها كانت راسخة الأساس، إلا أن جوانب أخرى من العقيدة الماركسية والماركسية اللينيية -وما تحمله بين طياتها من انحياز اقتصادي ومنهجية جدلية ومادية تاريخية ومفاهيم طبقية ونظريات قيمة العمل ونظرية الأزمات ورفض التفكير الوهمي والقيم والتوجهات الاستبدادية السلطوية- كانت ناقصة جزئيًا أو كليًا وغالبًا ما كانت العقبة في وجه النضال من أجل العدالة الاجتماعية. وفي وقت لاحق ألّفوا كتاب «الاشتراكية، بين اليوم وغدًا»، وكان الكتاب تحليلًا للاشتراكية في الاتحاد السوفييتي وكل من الصين وكوبا، إضافةً إلى رسم إطار نظري بديل للاشتراكية.
نُشرت دراستهم الفنية لاقتصادات الرفاهية السائدة ذات العنوان «ثورة هادئة في اقتصادات الرفاهية» في جامعة برينستون، لكنها لم تحظَ بانتشار واسع. ودفع الاهتمام السري بها إلى نشرها على الإنترنت. ناقشوا فيها الأزمة المستعصية التي كانت تمر فيها  نظرية اقتصاد الرفاهية التقليدي. وأن النهج الأساسي المتمثل في تشكيل الأسواق التنافسية للكفاءة الاجتماعية كان يحقق عائدات متناقصة و«أعاق بدلًا من أن يسهل التقدم في تحليل العمل والعوامل الخارجية والمنافع العامة وتطوير الأفضليات والمنشآت المؤسساتية». عُثر على الحل الاشتراكي التقليدي للشركات العامة إلى جانب التوزيع المخطط مركزيًا ناقصًا على حدٍ سواء. وناقشوا في الختام، توضيح الأسباب التي تجعل النماذج التقليدية ناقصة وقد أوجدوا مسارًا يشير بدوره إلى وجود اتجاهات محتملة لنموذج بديل. أوجبت أوجه القصور الاجتماعية والإيكولوجية لاقتصادات سوق المؤسسات الخاصة والاقتصادات المخططة مركزيًا للمؤسسات العامة والمتغيرات المشابهة كلًا من إعادة هيكلة وتنظيم مؤسسات الإنتاج والاستهلاك والبحث عن «آليات تخصيص متوافقة تتيح للمنطقية الفردية المطّلعة أن تكون متوافقة تمامًا مع المنطقية الاجتماعية». أما خطوتهم التالية، فكانت محاولتهم إيجاد حلول لتحدي صياغة رؤية «كاملة» مفصّلة نسبيًا لاقتصاد يعتمد على التخطيط الديمقراطي التشاركي.

## الاقتصادات التشاركية
في عام 1991، مع انهيار الكتلة السوفييتية وظهور الرأسمالية منتصرةً، نشر ألبرت وهاهنيل كتابهما «الاقتصاد السياسي للاقتصادات التشاركية»، وهو نموذج عن اقتصاد قائم على التخصيص من قبل الديمقراطية التشاركية ضمن إطار متكامل من مجالس الإنتاج والاستهلاك المتداخلة التي اقتُرحت بديلًا عن الرأسمالية المعاصرة والاشتراكية المركزية للدولة والاشتراكية السوقية. وفي السنوات اللاحقة، كشف ألبرت وهاهنيل عن الثغرات في تصورهما، وبحثا حول المؤسسات السياسية والثقافية التكميلية المحتملة، وأجابا تساؤلات الكثير من منتقديهم.

## الاقتصادات الإيكولوجية
طوال هذا الوقت، كان هاهنيل يعطي دورات متقدمة في الاقتصادات الإيكولوجية في الجامعة الأمريكية. كانت رؤيته الاقتصادية تسعى لدمج التكاليف الإيكولوجية والاجتماعية المترتبة على الإنتاج، الاستهلاك والتوزيع ضمن إشارات الأسعار لكل سلعة. وجراء الصعوبات المعروفة على نطاق واسع لتقدير التكاليف الإيكولوجية والاجتماعية، شدد هاهنيل على ضرورة استخدام كل من البيانات النوعية والبيانات الكمية لضمان الحصول على إشارات سعر دقيقة. يمكن توضيح البيانات النوعية أفضل عبر آليات إطار معلوماتي ديمقراطي تشاركي شامل.
بالنسبة للمشاكل الإيكولوجية الحالية أفاد هاهنيل أن الضرائب البيئية والتلوثية قد تكون أكثر فعالية من الخطط البديلة كتسويق الموارد الطبيعية عبر الأنظمة التصريحية أو أساليب «التحكم والسيطرة» التنظيمية. تتطلب الضريبة البيئية ذات الكفاءة المثالية فرضَ مبلغ من المال على مسببي التلوث مساوٍ للتكاليف الخارجية. ومن المتوقع أن تحاول الشركات نقل هذه التكاليف الإضافية إلى المستهلكين عبر رفع الأسعار، مع ذلك يشير هاهنيل إلى أن «جزءًا من السبب في كون الضرائب التلوثية تعمل على تحسين اقتصاد السوق هو أنها لا تشجع على استهلاك السلع التي يتطلب إنتاجها تلوثًا  بالتحديد وذلك عبر جعل هذه السلع أكثر تكلفة على المستهلكين». ويوصي هاهنيل بربط الزيادة الضريبية المتعلقة «بالأضرار» -كالتلوث- بالتناقص الضريبي على «المنافع» المتعلقة بالعمل الإنتاجي، كما يتضح من ضرائب الضمان الاجتماعي. (كتاب أبجديات الاقتصاد السياسي، 272 روبين هاهنيل).
بينما، من وجهة نظر إستراتيجية دولية، ألقى هاهنيل بدعمه وراء نظام مقايضة الانبعاثات. وناقش بالتقدم الذي أُحرز نحو نظام مقايضة الانبعاثات وبضرورة الاكتراث به؛ لأن مثل هذا النوع من الأنظمة من شأنه أن يبرز الخبرة العلمية والمناخية بدلًا من الخبرة الاقتصادية، وأنه أكثر قابلية للإنجاز على المستوى الدولي.